# Малая Кандарать
Малая Кандарать — село в Вальдиватском сельском поселении Карсунского района Ульяновской области.

## География
Расположено на реке Коратайке в 22 км к северу от районного центра Карсун.

## История
Точных сведений об основании села нет, но в Писцовой книге И. Вильяминова за 1685 год упоминаются «деревни Кандарати станичные мурзы Кежайка Деняев, Нестерка Жданов».
С постройкой в 1729 году церкви во имя святых бессребреников и чудотворцев Космы и Дамиана село стало называться Козьмодемьянское.
В 1780 году, при создании Симбирского наместничества, село Малая Кандарать, при речке Кандаратке, помещичьих крестьян, вошло в состав Котяковского уезда. В 1796 году — в Карсунском уезде.
В 1859 году в селе Малая Кандарать (Козьмодемьянское), во 2-м стане Карсунского уезда, в котором жило в 157 дворах 975 человек, имелась церковь.
В селе Малая Кандарать первая церковь была построена в 1729 году, после того как в 1891 году церковь сгорела, то взамен неё, на средства епископа Варсонофия, в 1894 году был построен деревянный молитвенный дом с престолом во имя святых бессребреников и чудотворцев Космы и Дамиана.
В 1913 году в Малой Кандарати (Козьмодемьянское) было 244 двора, 1098 жителей. Большинство населения села в это время состояло из раскольников. Церковь (1729, не сохранилась), молитвенный дом, земская школа (с 1869), усадьба кн. Куракина, при селе 10 хуторов Сомовых по 1 двору.
Массовая коллективизация, начавшаяся с 1929 г., практически завершилась в 1936 г. В дальнейшем происходило неоднократное укрупнение колхозов. Колхоз «Путь к коммунизму» организован в 1951 году, в 1963 году колхоз переименован в колхоз «Знамя коммунизма».
В 1996 году — население 252 человека. Раньше было отделение СПК «Кандаратский» (бывший колхоз «Знамя коммунизма»).

## Население
| 1996 | 2010 |
| ---- | ---- |
| 252  | ↘150 |

## Инфраструктура
Имеются библиотека, магазин, медпункт.

## Достопримечательность
- В урочищах Лопатина Вторая и Городкова Поляна — два городища именьковской культуры. За валом второго из них и к северу от села — два селища того же типа.